# グラッツァーノ・バドーリオ
グラッツァーノ・バドーリオ（伊: Grazzano Badoglio）は、イタリア共和国ピエモンテ州アスティ県にある、人口約600人の基礎自治体（コムーネ）。
以前は、グラッツァーノ・モンフェッラート(Grazzano Monferrato)と呼ばれたが、ピエトロ・バドーリオ将軍の出身地であることにちなんで1939年に改名された。

## 地理

### 位置・広がり

#### 隣接コムーネ
隣接するコムーネは以下の通り。括弧内のALはアレッサンドリア県所属を示す。
- カゾルツォ
- グラーナ・モンフェッラート
- モンカルヴォ
- オッティーリオ (AL)
- ペナンゴ

#### 地震分類
イタリアの地震リスク階級 (it) では、4 に分類される
。